# Вельзери
Вельзери (нім. Welser) — аусбургзький і нюрнберзький рід патриціїв та великих купців. В імперському місті Аугсбурзі рід Вельзер простежується з 1246 року. Аугсбурзький особняк Вельзерів — одна з міських пам'яток.

## Історія

### Торгова компанія Вельзерів
Торгова компанія «Welser» вперше згадується в 1420 році в Аугсбурзі. Антон І. Вельзер Старший заснував Товариство Вельзера-Феліна в 1498 році разом з торговим домом Меммінгера Феліна, який активно брав участь у торгівлі тірольським сріблом. Перші гроші були зароблені на торгівлі бавовною та мангольдом. Торгові та гірничодобувні компанії тоді були ще одним хребтом комерційного успіху жителів Вельзерів. Антон Вельзер Старший також розпочав торгівлю товарами морем, створив власний флот, судноплавство та грошову позику.
Вельзери були представниками німецького патриціату і на рубежі XV–XVI ст. зайняли друге місце після Фуггерів серед верхньонімецьких торговельно-банківських купецьких компаній. З 70-х років XV ст. Вельзери імпортували середземноморські товари та торгували сріблом Тіроля. У 1505–1506 рр. вони разом з італійськими купцями і Фуггерами здійснили експедицію в Сет-Індію, котра принесла їм 175 % прибутку. В першій половині XVI ст. факторії Вельзерів знаходилися у Данцигу, Нюрнбергу, Фрейбургу, Цюриху, Берні, Мілані, Генуї, Венеції, Римі, Антверпені, Ліоні, Лісабоні, Сарагосі, Севільї та інших містах. Після введення у 1506 р. монополії португальської корони на торгівлю прянощами Вельзери, як компенсацію одержали цукрові плантації на о. Мадейра.
Наступним етапом у посиленні позицій Вельзерів в іспанських колоніях було заснування ними у 1526 р. факторії на о. Еспаньйола (Таїті) в Санто-Домінго. Це місто у той час фактично було столицею Нового Світу, центром іспанської колонізації. Через Санто–Домінго кораблі Вельзерів доставляли на узбережжя Америки вино, тканини, продовольство, коней, а в Європу експортували цукор. Факторія у Санто-Домінго використовувалася Вельзерами також як база для торгівлі рабами. У результаті один з представників цього дому — Варфоломей Вельзер — настільки збагатився, що зміг разом з Фуггерами надати імператору Священної Римської імперії німецької нації Карлу V позичку, яка дорівнювала 12 т золота. За це Вельзери отримали почесний дворянський титул та дозвіл займатися колоніальною політикою. За згодою імператора саме В. Вельзер у 1527 р. спорядив в Іспанії три кораблі, які під керівництвом Дальзінгера вирушили до Америку.
Численні чутки про багатства колоній, а також розрахунки на багаті поклади благородних металів підштовхнули компанію Вельзерів до участі в освоєнні Венесуели. У 1528 році габсбурзький король Карл V віддав Венесуелу в заставу банкірській родині Вельзерів, які розробили план колонізації та призначили німецького губернатора Амвросія Ехінгера. Цього ж року він вирушив із Севільї разом з 281 поселенцем до Нового Світу. В Санто-Домінго від них відділилась група з 50 осіб та вирушила до Санта-Марти, де був вбитий губернатор та міг похитнутися іспанський контроль. Г. Ейгнер та І. Зайлер — службовці фірми Вельзерів — уже 27 березня 1528 р. підписали з іспанською короною угоду, яка давала їм право на завоювання, заселення і управління Венесуелою. Німці обіцяли упродовж двох років заснувати там два поселення по 300 осіб і три фортеці, а також прислати з Німеччини 50 гірничих майстрів, щоб «виявити копи і рудні жили золота, срібла та інших металів». Додатково до березневого договору Ейгнер і Зайлер у квітні 1528 р. уклали угоду з Ф. де Лос Кобосом, який мав привілеї корони на видобуток благородних металів в Америці. Німцям надавалося право на отримання 1 % від золота і срібла, знайденого і добутого у провінціях Санта-Марта та Венесуела. Вони отримали від короля монополію на ввіз в іспанські колонії протягом чотирьох років 4 тис. чорношкірих рабів. Однак спроби Вельзерів налагодити видобуток руди, золота і срібла в колонії зазнали невдачі, а доля німецьких робітників була плачевною. Тільки 11 з них у 1531 р. зуміли повернутися до Німеччини, де розпочали тривалий, але марний процес проти Вельзерів.
У цілому є підстави вважати, що підприємство німців у Венесуелі виявилося збитковим. Зокрема, прибутки іспанців, які мали там набагато міцніші позиції, були мізерні: з 1529 по 1538 рр. вони становили всього 1200 песо. Самі Вельзери оцінювали свої збитки в провінції за 11 років (з 1529 по 1540) у 110 тис. дукатів. Водночас у 1554 р. у торговій книзі борги Вельзерам «губернаторства Венесуела» дорівнювали 7556 гульденів або приблизно 5670 дукатів. У 1556 р. Вельзери повністю розчарувалися у своєму південноамериканському підприємстві і добровільно відмовилися від всіх прав на Венесуелу.

## Представники

### Аугсбурзька гілка
- Бартоломеуш І. Вельзер (* ~1300; † 1349), «міський адміністратор» в Аугсбурзі, бургомістр 1330 р.;
- Бартоломеуш II Вельзер (* ~1347; † 1434), член ради в Аугсбурзі;
- Бартоломеуш III. Вельзер (* 1358; † 1434), будівельник і радник в Аугсбурзі;
- Бартоломеуш IV Вельзер (* 1384; † 1445), купець і бургомістр в Аугсбурзі;
- Антон І. Вельзер (* 17 серпня 1451, Аугсбург; † 9 листопада 1518, Аугсбург), купець в Аугсбурзі, патрицій, Аугсбурзька лінія;
- Маргарет Вельзер (* 1481; † 1552), ⚭ 1499 Конрад Пойтінгер;
- Бартоломеуш V. Вельзер (* 25 червня 1484, Меммінген; † 23 березня 1561, Амберг), торговець, банкір і судновласник;
- Антон Вельзер (молодший) (* 1486, † 1557), брат Бартоломея V. Вельзера;
- Ганс Вельзер (старший) (* 1501; † 1559), радник і бургомістр Аугсбурга;
- Бартоломеуш VI Вельзер (молодший) (* 1512; † 1546), син Бартоломеуша V. Вельзера;
- Філіппіна Вельзер (* 1527; † 1580), ⚭ Ерцгерцог Фердинанд II Тірольський;
- Маркус Вельзер (також Маркс Вельзер) (* 1558; † 1614), гуманіст, історик, видавець і бургомістр Аугсбурга.

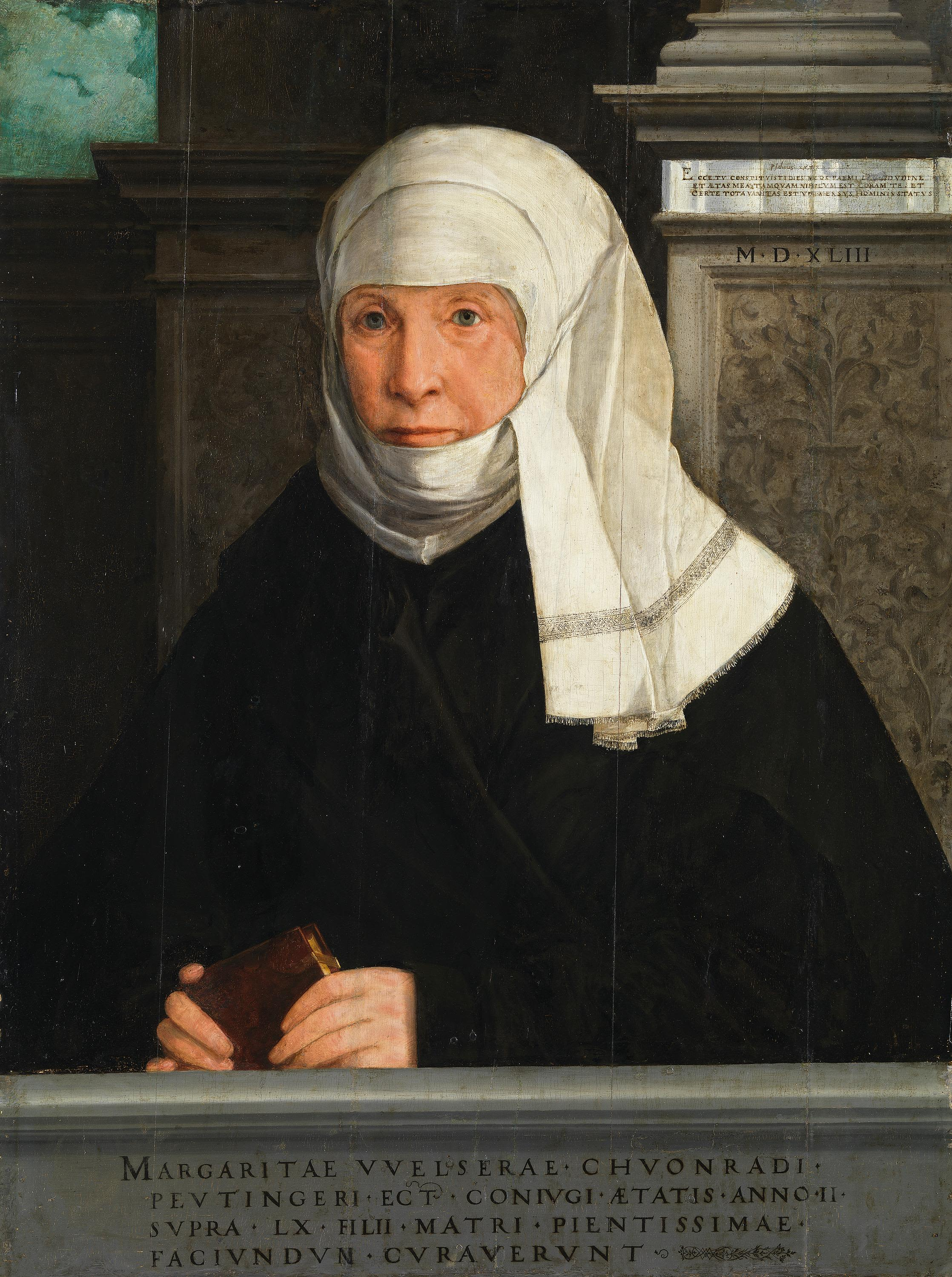
Маргарет Вельзер
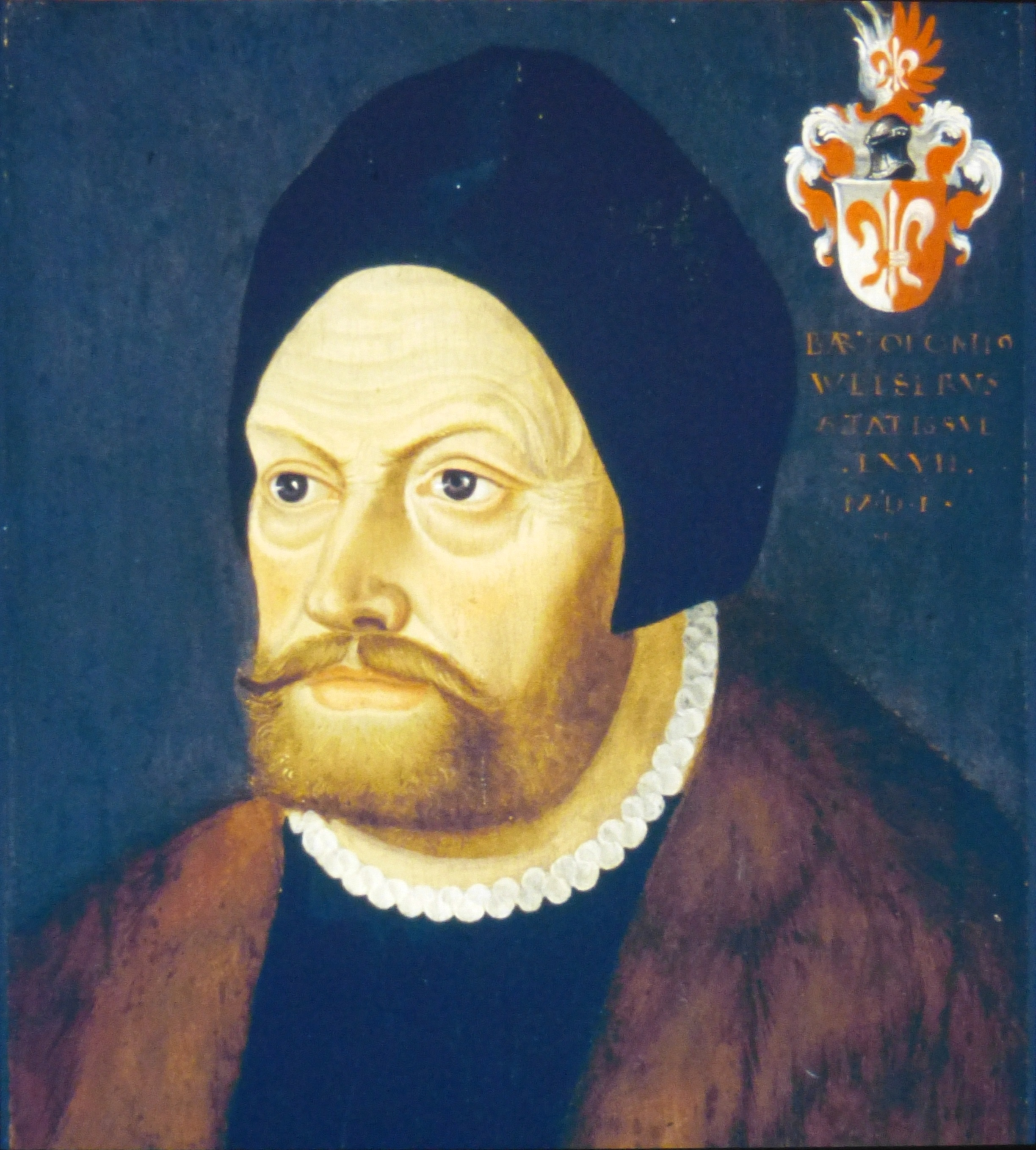
Бартоломеуш V. Вельзер
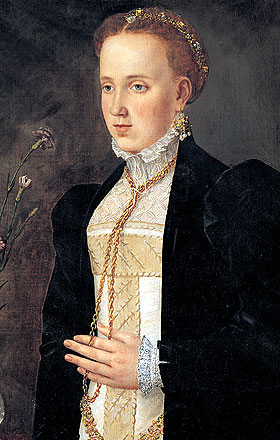
Філіппіна Вельзер
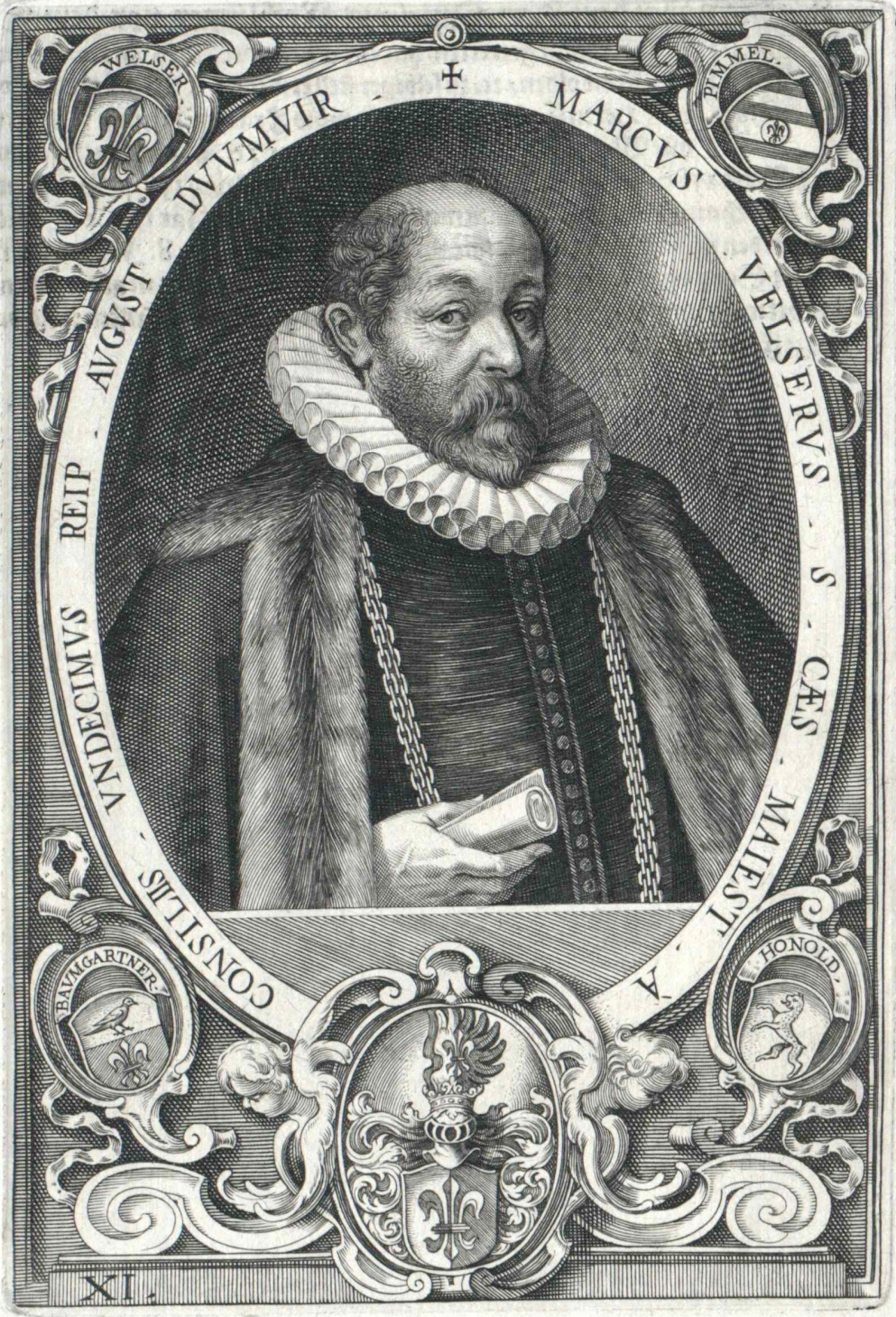
Маркус Вельзер